# The Wasp (2024)
The Wasp ist ein Psychothriller von Guillem Morales. Es handelt sich um die Adaption des gleichnamigen Stücks von Morgan Lloyd Malcolm. Die Premiere des Films mit Naomie Harris und Natalie Dormer in den Hauptrollen erfolgte im Juni 2024 beim Tribeca Film Festival. Ende August 2024 kam der Film in die US-Kinos.

## Handlung
Während ihr Mann Simon damit beschäftigt ist, eine Dinnerparty vorzubereiten, versucht Heather eine Wespe aus ihrer Küche zu vertreiben. Es sind viele Wespen in ihrem Haus, und Simon lässt den Kammerjäger rufen. Heather allerdings greift zu einem Vorschlaghammer und sucht selbst nach dem Wespennest. Mit der Arbeit fertig, ruft sie ihre alte Freundin Carla an. Der geht es finanziell nicht sehr gut, und sie erwartet ihr viertes Kind. Heather will nicht den Kontakt mit ihr wieder aufleben lassen. Carla soll ihren Mann ermorden. Sie ist bereit, Carla dafür zu bezahlen.

## Produktion

### Vorlage und Drehbuch
Der Film basiert auf dem Stück The Wasp von Morgan Lloyd Malcolm, das dieser auch für den Film adaptierte. Die Uraufführung des 90-minütigen Stücks erfolgte am 29. Januar 2015 im Hampstead Theatre Downstairs in London. Im gleichen Jahr erschien es bei Oberon Books. In einer deutschen Übersetzung von Max Faber wurde es unter dem Titel Die Wespe bei Hartmann & Stauffacher veröffentlicht. Das Stück erzählt von Carla und Heather, die in der Schule gut befreundet waren, obwohl sie aus sehr unterschiedlichen Elternhäusern stammen. Als sie älter wird, ist die vernachlässigte Carla zunehmend eifersüchtiger auf das privilegierte Leben ihrer Schulkameradin. Malcolm schrieb neben Theaterstücken auch das Drehbuch für die britische Miniserie Obsession.

### Regie, Besetzung und Synchronisation
Regie führte Guillem Morales. Es handelt sich bei The Wasp um die dritte Regiearbeit des BAFTA-Preisträgers bei einem Spielfilm nach El habitante incierto von 2004 und Julia's Eyes von 2010. In der Vergangenheit war der Spanier überwiegend für Fernsehserien tätig, zuletzt meist bei britischen Produktionen.
Die Britinnen Naomie Harris und Natalie Dormer spielen in den Hauptrollen Heather und Clara. Leah Mondesir-Simmonds spielt Heather als junge Frau. Dominic Allburn spielt Heathers Ehemann Simon. In weiteren Rollen sind Jack Morris, Rupert Holliday-Evans und Sally Goodman zu sehen. Das Casting übernahm Colin Jones.
Die deutsche Synchronisation entstand nach einem Dialogbuch von Felix Stackfleth und der Dialogregie von Patrick Bach im Auftrag der Deluxe Media GmbH in Hamburg. Vera Teltz leiht in der deutschen Fassung Harris in der Rolle von Heather ihre Stimme.

### Filmmusik und Veröffentlichung
Die Filmmusik komponierte Adam Janota Bzowski, der zuletzt für den Mystery-Horrorfilm Saint Maud von Rose Glass, das Filmdrama Here Before von Stacey Gregg und Femme von Sam H. Freeman und Ng Choon Ping tätig war. Das Soundtrack-Album mit insgesamt elf Musikstücken wurde zum US-Kinostart als Download veröffentlicht.
Die Weltpremiere des Films fand am 8. Juni 2024 beim Tribeca Film Festival statt, wo er in der Sektion Spotlight Narrative gezeigt wurde. Am 30. August 2024 kam der Film in ausgewählte US-Kinos. Im September 2024 sind Vorstellungen beim Fantasy Filmfest geplant.

## Rezeption
In den USA erhielt der Film von der MPAA ein R-Rating, was einer Freigabe ab 17 Jahren entspricht.
Von den bei Rotten Tomatoes aufgeführten Kritiken sind 76 Prozent positiv.